# 民乐镇 (北流市)
民乐镇，是中华人民共和国广西壮族自治区玉林市北流市下辖的一个乡镇级行政单位。

## 行政区划
民乐镇下辖以下地区：
民乐圩社区、民乐村、罗政村、茶垌村、元常村、水岸村、南庆村、新旺村、石塘村、会众村、莲塘村、万平村、萝村、斗口村、贺平村、大容村、石垌村、桃冲村和大容山林场生活区。

## 中国传统村落
2012年，萝村被评为首批“中国传统村落”。